# Stenopelmatus coahuilensis
Stenopelmatus coahuilensis är en insektsart som beskrevs av Tinkham 1968. Stenopelmatus coahuilensis ingår i släktet Stenopelmatus och familjen Stenopelmatidae. Inga underarter finns listade i Catalogue of Life.